# René Eijer
René Eijer (Den Helder, 1 januari 1963) is een Nederlands voormalig voetballer en voetbaltrainer.

## Spelersloopbaan
Eijer maakte op 22 mei 1982 tijdens een uitwedstrijd bij FC Utrecht zijn debuut in het betaald voetbal bij Sparta Rotterdam. Hij speelde in een elftal met onder anderen Danny Blind en Louis van Gaal. Hij voetbalde zes seizoenen in het eerste elftal van Sparta waarin hij 137 eredivisiewedstrijden speelde en elf keer scoorde. In 1987 vertrok hij naar VVV waar hij twee seizoenen verbleef om vervolgens zijn carrière voort te zetten bij Vitesse. Hij zou vier jaar bij Vitesse spelen en eindigde met die club in al die jaren elke keer in de top 5 van de Eredivisie. Hij speelde 128 competitiewedstrijden voor Vitesse waarin hij dertien keer scoorde. Eijer speelde in totaal 21 UEFA-Cupwedstrijden, tien met Sparta en elf met Vitesse.

## Trainersloopbaan
In 1993 moest Eijer abrupt stoppen met voetballen nadat er bij hem MS was geconstateerd. Het bleek een lichte vorm en Eijer herstelde. Na zijn actieve carrière begon Eijer een maatschappelijke carrière buiten de voetballerij, maar al snel keerde hij terug en begon als trainer van de A1 van Fortuna Sittard. Na vijf jaar Fortuna ging Eijer naar PSV waar hij Jong PSV en PSV onder 19 jaar trainde. Na drie jaar PSV werd Eijer onder meer assistent van Aad de Mos bij het voetbalelftal van de Verenigde Arabische Emiraten, ging voor VVV-Venlo analyses maken en gaf voetbalclinics in Nederland en Japan. Eijer kwam in 1995 in het bezit van het diploma Coach Betaald Voetbal en was in het seizoen 2008/09 coach van het vrouwenvoetbalelftal van Roda JC. In 2012 was Eijer werkzaam in Oman als trainer van het nationale team onder 19 jaar. Tot 2017 trainde hij vv Sittard en in het seizoen 2017/18 SV Limburgia. Per 1 juli 2018 werd Eijer hoofdtrainer bij het naar de Eredivisie gepromoveerde Fortuna Sittard. Na één seizoen besloot hij daar om gezondheidsredenen te stoppen en werd vervolgens aangesteld als nieuwe trainer van derdedivisionist EVV. Vanwege zijn gezondheid stopte hij daar medio 2021
Na zijn voetbalcarrière begon Eijer een bedrijf in begeleiding van coaches en spelers. Eveneens werd hij scout en wedstrijdanalist voor Roda JC.

## Clubstatistieken
| Seizoen | Club             | Land      | Competitie | Duels | Goals |
| ------- | ---------------- | --------- | ---------- | ----- | ----- |
| 1981/82 | Sparta Rotterdam | Nederland | Eredivisie | 1     | 0     |
| 1982/83 | Sparta Rotterdam | Nederland | Eredivisie | 4     | 0     |
| 1983/84 | Sparta Rotterdam | Nederland | Eredivisie | 33    | 3     |
| 1984/85 | Sparta Rotterdam | Nederland | Eredivisie | 34    | 2     |
| 1985/86 | Sparta Rotterdam | Nederland | Eredivisie | 33    | 2     |
| 1986/87 | Sparta Rotterdam | Nederland | Eredivisie | 31    | 4     |
| 1987/88 | VVV              | Nederland | Eredivisie | 32    | 4     |
| 1988/89 | VVV              | Nederland | Eredivisie | 29    | 4     |
| 1989/90 | Vitesse          | Nederland | Eredivisie | 32    | 3     |
| 1990/91 | Vitesse          | Nederland | Eredivisie | 33    | 6     |
| 1991/92 | Vitesse          | Nederland | Eredivisie | 32    | 1     |
| 1992/93 | Vitesse          | Nederland | Eredivisie | 31    | 3     |
| 1993/94 | Vitesse          | Nederland | Eredivisie | 0     | 0     |
| Totaal  | Totaal           | Totaal    | Totaal     | 325   | 32    |

## Trivia
Na de bekendmaking dat Eijer als gevolg van de diagnose MS moest stoppen met professioneel voetbal, kreeg hij van Vitesse een afscheidswedstrijd aangeboden. Dit werd de wedstrijd Vitesse tegen Lazio Roma (met o.a. Aron Winter en Paul Gascoigne) en vond plaats op woensdag 22 december 1993 op Nieuw Monnikenhuize; de wedstrijd werd ook live uitgezonden op RTL 5. Bij Vitesse speelden voor de gelegenheid John de Wolf (vriend van Eijer) en Dennis Bergkamp mee. De wedstrijd eindigde in 3-1, met doelpunten van Bergkamp en Philip Cocu (2x) voor Vitesse en Paolo Negro voor Lazio Roma.